# Carlos Arturo Juárez

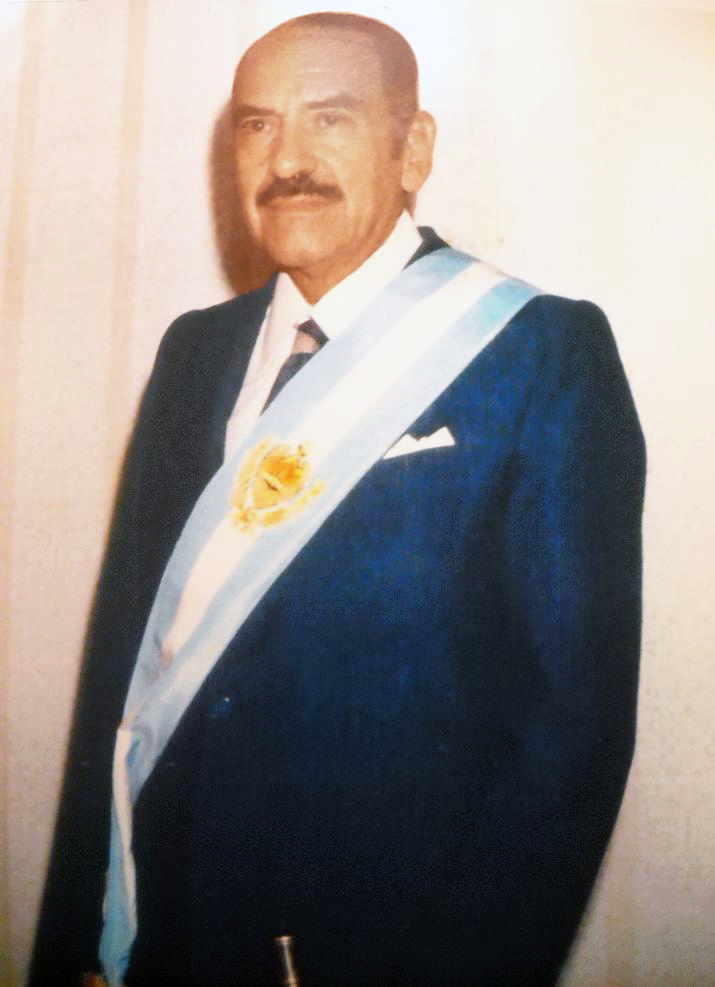
Carlos Arturo Juárez (1973)

Carlos Arturo „El Tata“ Juárez (* 8. Februar 1916 in La Banda; † 3. Juli 2010 in Santiago del Estero) war ein argentinischer Politiker, Senator und fünfmaliger Gouverneur (Gobernador) der Provinz Santiago del Estero. Er gehörte den Peronisten an.

## Biografie
Nach dem Schulbesuch studierte er die Rechtswissenschaften und war nach seiner Zulassung als Rechtsanwalt tätig. 1948 wurde er erstmals zum Gouverneur der Provinz Santiago del Estero gewählt und übte das Amt zwischen Oktober 1948 bis Oktober 1952 aus. Im Anschluss daran wurde er zum Mitglied des Argentinischen Senats (Senado de la Nación) gewählt.
Im Mai 1973 wurde Juárez, der in der Provinz El Tata (Der Vater) genannt wurde, als Vertreter der Peronistischen Partei (Partido Justicialista) erneut zum Gouverneur von Santiago del Estero gewählt. Er war diesmal bis zur Abschaffung dieses Amtes nach dem Militärputsch und der folgenden Diktatur unter General Jorge Rafael Videla im März 1976 im Amt. Im Anschluss ging er zunächst ins Exil nach Mexiko und dann nach Spanien, um mit seiner Frau Mercedes Marina „Nina“ Aragonés de Juárez einer Verhaftung durch das Militärregime zu entgehen.
Nach dem Ende der Militärdiktatur kehrte er nach Argentinien zurück und übernahm im Dezember 1983 erneut das Amt des Gouverneurs von Santiago del Estero bis Dezember 1987. Zwischen Dezember 1995 und Mai 1998 war er wiederum Gouverneur der Provinz und übergab dieses Amt an Vizegouverneur Darío Moreno, nachdem er abermals zum Mitglied des Senats gewählt wurde. Bereits im Dezember 1999 kehrte er jedoch als Gouverneur nach Santiago del Estero zurück und bekleidete das Amt bis Dezember 2002. Während dieser Amtszeit war seine Ehefrau Nina Aragonés de Juárez Vizegouverneurin.
Als diese im Dezember 2002 selbst Gouverneurin wurde, berief sie ihren Ehemann zum Justizminister in die Provinzregierung. Im April 2004 kam es zu sozialen Protesten und Schweigemärschen um die Aufklärung des Doppelmordes an Patricia Villalba und Leyla Bshier Nazar in La Dársena im Departamento Banda zu erreichen. Darüber hinaus ergab das Verhör des früheren Geheimdienstchefs der Provinz, Antonio Musa Azar, dass in den Mord und andere Verbrechen auch Angehörige von Politikern verstrickt waren und diese von der Gouverneurin und ihrem Ehemann geschützt wurden. Nach einer durch die Zentralregierung unter Präsident Néstor Kirchner angeordneten Untersuchung wurde die Gouverneurin sowie deren Ehemann von ihren Aufgaben entbunden und durch Pablo Lanusse ersetzt. Anschließend wurde durch Bundesrichter Angel Toledo gegen Carlos Juárez und Nina Aragonés de Juárez bis zum Abschluss der Untersuchungen verhängt.
Juárez galt bis zu seinem Tode als der letzte Vertreter des Peronismus, der noch zu den Vertrauten von Juan Perón und Evita Perón gehört hatte.